# Abū ʿAbd Allāh Muḥammad
Abū ʿAbd Allāh Muḥammad, régna sur le royaume zianide de Tlemcen de 1424 à 1428. Il est le fils d'Abu Tashfin II, alors que son prédécesseur et rival qu'il finit par chasser du trône est le fils d'Abou Hammou II. Il est donc l'oncle de son prédécesseur. Il intrigue pour chasser  Abu-Malek Abd-el-Ouahad en 1424, mais finit chassé par ce dernier en 1428, avant de reprendre definitivement, mais brièvement le pouvoir en 1430 avec l'aide des Hafsides. Il meurt en 1432.